# 希米兰
希米兰（法語：Chimilin，法語發音：[ʃimilɛ̃]）是法国伊泽尔省的一个市镇，位于该省中北部，属于拉图尔迪潘区。

## 地理
希米兰（45°34'37"N, 5°35'58"E）面积9.66 平方千米，位于法国奥弗涅-罗讷-阿尔卑斯大区伊泽尔省，该省份为法国东南部内陆省份，北起顺时针与安省、萨瓦省、上阿尔卑斯省、德龙省、阿尔代什省、卢瓦尔省和罗讷省。
与希米兰接壤的市镇（或旧市镇、城区）包括：多菲内地区莱萨布雷、阿奥斯特、拉巴蒂蒙加斯孔、科尔伯兰、格拉尼约、罗马尼约。
希米兰的时区为UTC+01:00、UTC+02:00（夏令时）。

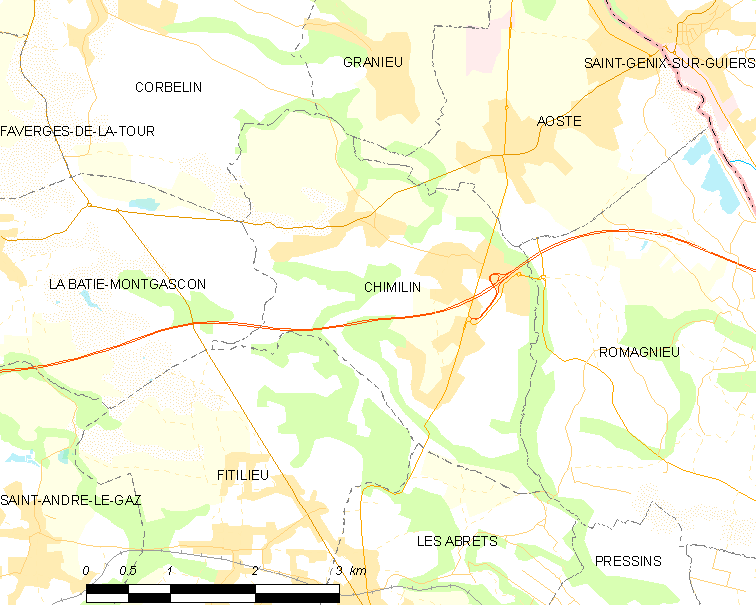
希米兰的OSM定位图

## 行政
希米兰的邮政编码为38490，INSEE市镇编码为38104。

## 政治
希米兰所属的省级选区为沙特勒斯-吉耶县。

## 交通
法国国家A43号高速公路经过境内并设有出入口。伊泽尔省省道D82线、D592线和D1516线也经过境内。

## 人口

1962-2008年间希米兰人口变化图示

希米兰于2022年1月1日时的人口数量为1396人。